# Dendropsophus counani
Dendropsophus counani es una especie de anfibio anuro de la familia Hylidae.

## Distribución geográfica
Esta especie se encuentra en Brasil en Amapá, Guyana, Surinam y Guayana francesa.

## Descripción
Los machos miden de 19 a 21 mm y las hembras de 22 a 24 mm.

## Etimología
El nombre de la especie le fue dado en referencia al lugar de su descubrimiento, la República de Cunani.

## Publicación original
- Fouquet, Orrico, Ernst, Blanc, Martinez, Vacher, Rodrigues, Ouboter, Jairam & Ron, 2015: A new Dendropsophus Fitzinger, 1843 (Anura: Hylidae) of the parviceps group from the lowlands of the Guiana Shield. Zootaxa, n.º 4052(1), p. 39–64.[3]